# Bầu cử tổng thống Hoa Kỳ 1792
Cuộc bầu cử tổng thống Hoa Kỳ năm 1792 là cuộc bầu cử tổng thống bốn năm một lần thứ hai. Nó được tổ chức từ thứ Sáu, ngày 2 tháng 11, đến thứ Tư, ngày 5 tháng 12 năm 1792. Tổng thống đương nhiệm George Washington đã được bầu vào nhiệm kỳ thứ hai bởi một cuộc bỏ phiếu nhất trí trong Đại cử tri Đoàn, trong khi John Adams được bầu lại làm phó tổng thống. Washington về cơ bản là không có đối thủ quá mạnh, nhưng Adams phải đối mặt với một cuộc tái tranh cử cạnh tranh chống lại Thống đốc George Clinton của New York.
Washington rất phổ biến và không ai có ý định nghiêm túc phản đối cuộc tái tranh cử của ông. Quy tắc bầu cử thời đó yêu cầu mỗi cử tri tổng thống bỏ hai phiếu mà không phân biệt cái nào dành cho tổng thống và cái nào dành cho phó tổng thống. Người nhận được nhiều phiếu nhất sau đó sẽ trở thành tổng thống, còn người nhận được phiếu cao thứ 2 sẽ trở thành phó tổng thống. Các ứng cử viên của Đảng Dân chủ Cộng hoà, trong đó đã tổ chức đối lập với các chính sách của Bộ trưởng Bộ Tài chính Alexander Hamilton, hỗ trợ Clinton cho vị trí phó tổng thống. Adams, trong khi đó, được Đảng Liên bang ủng hộ nỗ lực của ông cho một nhiệm kỳ khác. Cả hai bên đều không tổ chức đầy đủ, và các bộ phận đảng phái vẫn chưa được củng cố.
Washington đã nhận được 132 phiếu đại cử tri, một phiếu từ mỗi cử tri. Adams đã giành được 77 phiếu đại cử tri, đủ để giành chiến thắng trong cuộc bầu cử lại. Clinton kết thúc ở vị trí thứ ba với 50 phiếu đại cử tri, lấy bang New York cũng như ba bang miền Nam. Hai ứng cử viên khác đã giành được năm phiếu bầu còn lại. Cuộc bầu cử này là lần đầu tiên trong đó 13 bang ban đầu được chỉ định cử tri, cũng như các bang mới được bổ sung của Kentucky và Vermont.

## Ứng cử viên
Năm 1792, cuộc bầu cử tổng thống vẫn được tiến hành theo phương thức ban đầu được thiết lập theo Hiến pháp Hoa Kỳ. Theo hệ thống này, mỗi cử tri bỏ hai phiếu: ứng cử viên nhận được số phiếu lớn nhất (miễn là họ giành được đa số) trở thành tổng thống, trong khi người về nhì trở thành phó tổng thống. Tu chánh án thứ mười hai cuối cùng sẽ thay thế hệ thống này, đòi hỏi cử tri bỏ một phiếu bầu cử tổng thống và một phiếu bầu cho phó chủ tịch, nhưng sự thay đổi này không có hiệu lực cho đến năm 1804. Bởi vì điều này, thật khó để sử dụng thuật ngữ hiện đại để mô tả mối quan hệ giữa các ứng cử viên trong cuộc bầu cử này.
Chiến dịch của Washington không bị ngăn cản vì tầm ảnh hưởng của ông. Sự lựa chọn Phó Tổng thống chia rẽ nhiều hơn. Đảng Liên bang ủng hộ mạnh mẽ phó tổng thống đương nhiệm, John Adams từ Massachusetts, trong khi Đảng Dân chủ Cộng hoà ủng hộ các ứng cử viên của New York- Thống đốc George Clinton. Vì ít ai ngờ rằng Washington sẽ nhận được số phiếu bầu lớn nhất, Adams và Clinton đã cạnh tranh hiệu quả cho chức vụ phó tổng thống; tuy nhiên theo luật, họ là ứng cử viên "kỹ thuật" cho chức tổng thống cạnh tranh với Washington.

### Đề cử liên bang
- George Washington, Tổng thống Hoa Kỳ từ Virginia
- John Adams, Phó Tổng thống Hoa Kỳ từ Massachusetts

### Đề cử Dân chủ-Cộng hòa
- George Washington, Tổng thống Hoa Kỳ từ Virginia
- George Clinton, Thống đốc New York

Ra đời từ phe chống Liên bang đã chống lại Hiến pháp năm 1788, Đảng Dân chủ Cộng hòa là phe đối lập chính trong chương trình nghị sự của Bộ trưởng Tài chính Alexander Hamilton. Họ không có cơ hội để đánh bại Washington, nhưng hy vọng sẽ giành được chức phó tổng thống bằng cách đánh bại phó tổng thống đương nhiệm, Adams. Nhiều đảng viên Dân chủ Cộng hòa sẽ muốn đề cử Thomas Jefferson, nhà lãnh đạo tư tưởng của họ và Ngoại trưởng của Washington. Tuy nhiên, điều này sẽ khiến họ phải trả giá khi tiểu bang Virginia bầu cử, vì các đại cử tri không được phép bỏ phiếu cho hai ứng cử viên từ bang nhà của họ và Washington cũng là một người từ Virginia. Clinton, Thống đốc New York và là cựu lãnh đạo chống Liên bang, trở thành ứng cử viên của đảng sau khi ông giành được sự ủng hộ của Jefferson và James Madison. Clinton đến từ một bang có quyền bầu cử quan trọng, và ông đã thuyết phục các nhà lãnh đạo đảng rằng ông sẽ là ứng cử viên mạnh hơn một người khác ở New York, Thượng nghị sĩ Aaron Burr.  Một nhóm các nhà lãnh đạo đảng Dân chủ Cộng hòa đã gặp nhau tại Philadelphia vào tháng 10 năm 1792 và chọn Clinton làm ứng cử viên phó tổng thống của đảng.

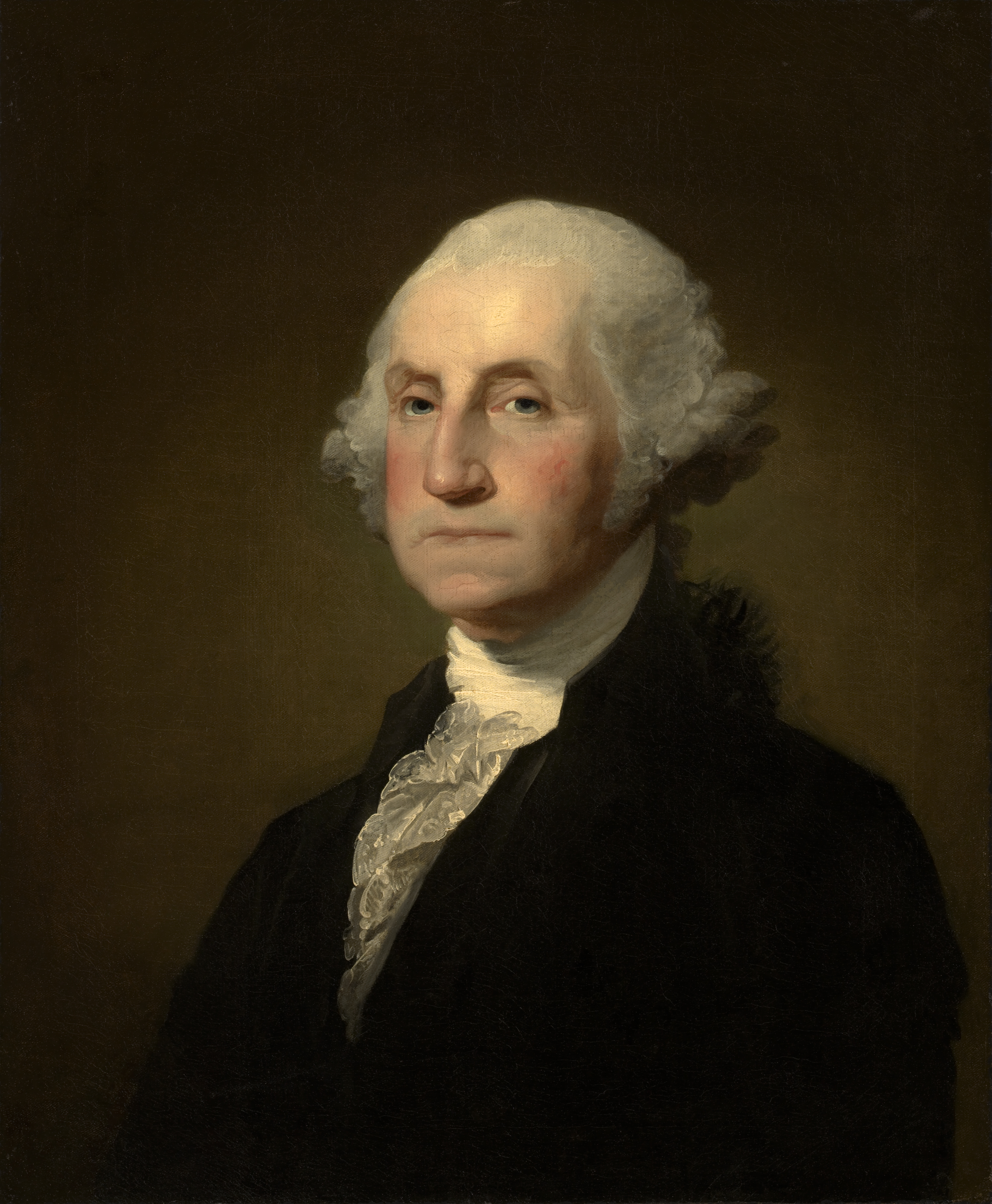
Tổng thống George Washington
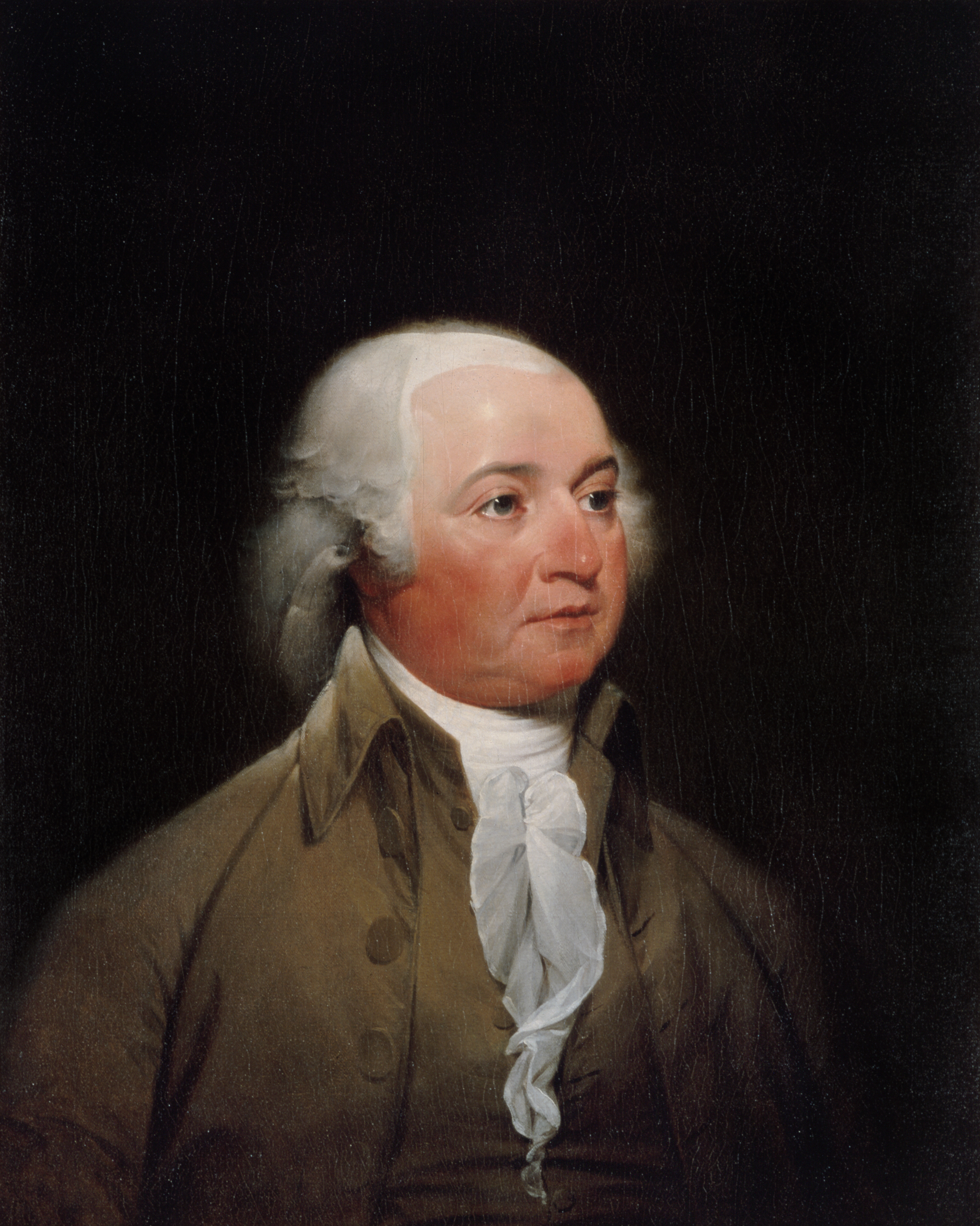
Phó Tổng thống John Adams
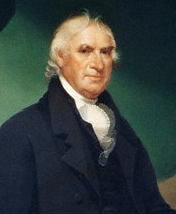
Thống đốc George Clinton của New York

## Chiến dịch
Đến năm 1792, một bộ phận đảng đã xuất hiện giữa những người Liên bang do Bộ trưởng Tài chính Alexander Hamilton lãnh đạo, người muốn có một chính phủ liên bang mạnh hơn với vai trò lãnh đạo trong nền kinh tế, và đảng Dân chủ Cộng hòa do Bộ trưởng Ngoại giao Thomas Jefferson và Đại diện James Madison của Virginia lãnh đạo. người ủng hộ quyền của các bang và phản đối chương trình kinh tế của Hamilton. Madison ban đầu là một người Liên bang cho đến khi ông phản đối việc thành lập Ngân hàng đầu tiên của Hoa Kỳ vào năm 1791. Ông thành lập Đảng Dân chủ Cộng hòa cùng với Thomas Jefferson chống Liên bang vào năm 1792.
Cuộc bầu cử năm 1792 là cuộc bầu cử đầu tiên ở Hoa Kỳ được tranh luận về bất cứ điều gì giống như một cơ sở đảng phái. Ở hầu hết các bang, các cuộc bầu cử quốc hội được công nhận theo một nghĩa nào đó là "cuộc đấu tranh giữa bộ Tài chính và lợi ích cộng hòa", để sử dụng những lời của chiến lược gia John Beckley. Ở New York, cuộc đua giành chức thống đốc đã được chiến đấu dọc theo những dòng này. Các ứng cử viên là Chánh án John Jay, một người theo Hamilton, và đương nhiệm George Clinton, ứng cử viên phó tổng thống của đảng.
Mặc dù Washington đã cân nhắc nghỉ hưu, cả hai bên đều khuyến khích ông ở lại văn phòng để khắc phục sự khác biệt phe phái. Washington thực tế được hỗ trợ bởi tất cả các bên trong suốt nhiệm kỳ tổng thống của mình và ngày càng nổi tiếng hơn với việc thông qua Dự luật Nhân quyền. Tuy nhiên, đảng Dân chủ Cộng hòa đã tranh cử chức vụ phó tổng thống, với John Adams đương nhiệm là ứng cử viên Liên bang và George Clinton là ứng cử viên Đảng Cộng hòa Dân chủ. Những người liên bang đã tấn công Clinton vì sự liên kết trong quá khứ của ông với những người chống Liên bang. Với một số đại cử tri đảng Dân chủ Cộng hòa bỏ phiếu chống lại ứng cử viên George Clinton của họ - thay vào đó bỏ phiếu cho Thomas Jefferson và Aaron Burr - Adams dễ dàng được đảm bảo tái cử.

## Kết quả
Vào thời điểm đó, có 15 tiểu bang ở Hoa Kỳ: 13 tiểu bang ban đầu và hai tiểu bang được thừa nhận gần đây là Vermont (tháng 3 năm 1791) và Kentucky (tháng 6 năm 1792). Đại cử tri đoàn bao gồm 132 đại cử tri, với mỗi đại cử tri có hai phiếu.
Đại cử tri đoàn đã nhất trí chọn Washington. John Adams một lần nữa được bầu làm phó tổng thống với tư cách là người về nhì, lần này nhận được sự bầu chọn của đa số cử tri. George Clinton đã giành được số phiếu bầu của Georgia, Bắc Carolina, Virginia, quê hương New York của ông và một cử tri duy nhất ở Pennsylvania. Thomas Jefferson đã giành được phiếu bầu của Kentucky, mới được tách ra từ bang Virginia, quê nhà của Jefferson. Một cử tri ở Nam Carolina đã bỏ phiếu cho Aaron Burr. Tất cả năm ứng cử viên này cuối cùng sẽ giành chiến thắng trong cuộc bầu cử vào văn phòng của tổng thống hoặc phó tổng thống.

### Phiếu Phổ thông
| Đảng             | Phiếu Phổ thông | Phiếu Phổ thông |
| Đảng             | Số phiếu        | %               |
| ---------------- | --------------- | --------------- |
| Liên bang        | 28.300          | 99,0%           |
| Dân chủ Cộng hòa | 279             | 0,98%           |
| Toàn bộ          | 28,579          | 100,0%          |

### Bầu cử
| Ứng cử viên tổng thống          | Đảng                           | Bang nhà                       | Phiếu Phổ thông                | Phiếu Phổ thông                | Phiếu Đại Cử tri |
| Ứng cử viên tổng thống          | Đảng                           | Bang nhà                       | Số phiếu                       | %                              | Phiếu Đại Cử tri |
| ------------------------------- | ------------------------------ | ------------------------------ | ------------------------------ | ------------------------------ | ---------------- |
| George Washington (đương nhiệm) | Độc lập                        | Virginia                       | 28,579                         | 100,0%                         | 132              |
| John Adams                      | Liên bang                      | Massachusetts                  | -                              | -                              | 77               |
| George Clinton                  | Dân chủ Cộng hòa               | New York                       | -                              | -                              | 50               |
| Thomas Jefferson                | Dân chủ Cộng hòa               | Virginia                       | -                              | -                              | 4                |
| Aaron Burr                      | Dân chủ Cộng hòa               | New York                       | -                              | -                              | 1                |
| Toàn bộ                         | Toàn bộ                        | Toàn bộ                        | 28,579                         | 100,0%                         | 264              |
| Cần thiết để giành chiến thắng  | Cần thiết để giành chiến thắng | Cần thiết để giành chiến thắng | Cần thiết để giành chiến thắng | Cần thiết để giành chiến thắng | 68               |

| \| Phiếu phô thông \| Phiếu phô thông \| Phiếu phô thông \| Phiếu phô thông \| Phiếu phô thông \| \| --------------- \| --------------- \| --------------- \| --------------- \| --------------- \| \| \| \| \| \| \| \| Washington \| Washington \| \| 100.0% \| 100.0% \| \| Others \| Others \| \| 0.0% \| 0.0% \| |            |  |        |        |
| Phiếu phô thông |            |  |        |        |
| |            |  |        |        |
| Washington | Washington |  | 100.0% | 100.0% |
| Others | Others     |  | 0.0%   | 0.0%   |

| \| Phiếu Đại cử tri \| Phiếu Đại cử tri \| Phiếu Đại cử tri \| Phiếu Đại cử tri \| Phiếu Đại cử tri \| \| ---------------- \| ---------------- \| ---------------- \| ---------------- \| ---------------- \| \| \| \| \| \| \| \| Washington \| Washington \| \| 97.8% \| 97.8% \| \| Adams \| Adams \| \| 57.0% \| 57.0% \| \| Clinton \| Clinton \| \| 37.0% \| 37.0% \| \| Jefferson \| Jefferson \| \| 3.0% \| 3.0% \| \| Burr \| Burr \| \| 0.7% \| 0.7% \| \| Not cast \| Not cast \| \| 2.2% \| 2.2% \| |            |  |       |       |
| Phiếu Đại cử tri |            |  |       |       |
| |            |  |       |       |
| Washington | Washington |  | 97.8% | 97.8% |
| Adams | Adams      |  | 57.0% | 57.0% |
| Clinton | Clinton    |  | 37.0% | 37.0% |
| Jefferson | Jefferson  |  | 3.0%  | 3.0%  |
| Burr | Burr       |  | 0.7%  | 0.7%  |
| Not cast | Not cast   |  | 2.2%  | 2.2%  |